# Salvator mundi (Leonardo)

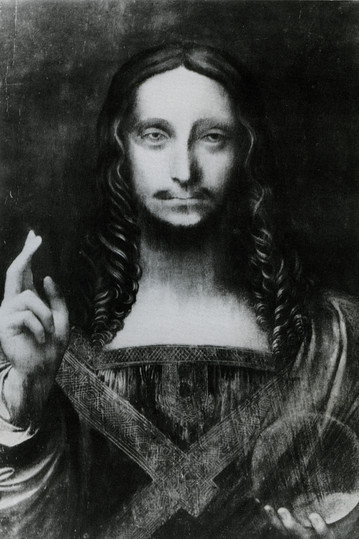
Il Salvator Mundi, fotografia prima del restauro, anno 1912

Il Salvator Mundi è un dipinto a olio su tavola di noce (65,6×45,4 cm) attribuito a Leonardo da Vinci e/o atelier, databile tra il 1505 e il 1515 circa. Viene identificato anche come "versione Cook" (dal nome del collezionista londinese Francis Cook, la cui famiglia sarà proprietaria dell'opera dal 1900 al 1958) per distinguerlo dalle numerose versioni conosciute dello stesso soggetto.
Il dipinto è stato reso noto al pubblico solo nel 2011 in occasione della mostra alla National Gallery di Londra "Leonardo da Vinci: Painter at the Court of Milan" in cui è stato presentato dopo il restauro da parte di Dianne Dwyer Modestini, la quale ha eliminato vecchie ridipinture e ripristinato aree particolarmente compromesse. In base ad un report prodotto precedentemente dalla restauratrice Monica Griesbach, che aveva effettuato un intervento sull'opera tra il 2005 e il 2006, il cattivo stato di conservazione era dovuto principalmente a restauri precedenti inadeguati.
L'attribuzione finora è stata confermata da quattro studiosi internazionali, con pareri concordi, ma è stata contestata da altri studiosi come Carmen Bambach, Michael Daley, Jacques Franck, Charles Hope, Carlo Pedretti, Charles Robertson e Frank Zöllner.

La sua vendita da Christie's, nel novembre del 2017 al costo di 450,3 milioni di dollari, inclusi i diritti d'asta, l'ha resa l'opera d'arte più costosa della storia acquistata da un privato.

## Storia
Poco prima di abbandonare Milano per la caduta degli Sforza, Leonardo avrebbe dipinto una tavola del Salvator Mundi destinata a un committente privato. Alcuni studi, soprattutto al castello di Windsor, possono essere riferiti al dipinto. 

La memoria dell'opera, sconosciuta fino a questa recente attribuzione, era affidata all'incisione di questo soggetto che nel 1650 circa ne aveva tratto Wenceslaus Hollar, ma del dipinto si erano perse le tracce.
Infatti il successo dell'opera era stato all'origine di numerose copie, le cui tracce si confondono con quella dell'opera principale. Alcune fonti riportano come l'opera, dopo l'occupazione francese di Milano, fosse finita in un convento di Nantes. Invece quando la copiò Hollar si trovava nelle collezioni di Carlo I d'Inghilterra, che molto probabilmente lo aveva acquistato in Italia. Con la decapitazione del re le sue collezioni vennero in larga parte disperse all'asta. Un Salvator Mundi di scuola leonardesca riapparve nel XIX secolo nelle raccolte di sir Francis Cook, che lo vendette poi al barone di Lairenty e successivamente al marchese de Ganay, a Parigi, che ancora lo possiede: si tratta forse di un lavoro di Francesco Melzi, attribuito anche a Boltraffio o Marco d'Oggiono, derivato dall'originale di Leonardo.
L'opera venne portata ai curatori del Metropolitan Museum per una valutazione e poi a quelli del Museum of Fine Arts di Boston, curatori che però non si pronunciarono. Infine nel 2010 è stata portata alla National Gallery dove Nicholas Penny, il direttore, ha invitato quattro studiosi per valutarlo: Carmen C. Bambach, curatrice del dipartimento di grafica del Metropolitan Museum, Pietro Marani e Maria Teresa Fiorio, studiosi milanesi autori di diversi saggi su Leonardo e sul Rinascimento, e Martin Kemp, professore emerito di storia dell'arte all'Università di Oxford e noto studioso di Leonardo. I pareri sono stati tutti positivi, così si è deciso di procedere al restauro e di esporre l'opera alla grande mostra monografica su Leonardo che si è tenuta nel museo londinese dal 9 novembre 2011.
La notizia del ritrovamento è stata pubblicata dalla rivista Artnews, seguita dal Wall Street Journal, che aveva anche azzardato una valutazione sui 200 milioni di dollari. L'opera è stata poi venduta privatamente nell'estate del 2013 per 75 milioni di dollari. Nel novembre 2017 l'opera è stata venduta all'asta da Christie's a New York per 400 milioni di dollari (450.312.500 dollari con i diritti d'asta) dal presidente della squadra di calcio AS Monaco Dmitrij Rybolovlev che l'aveva acquistata per 108 milioni di euro. È stata acquistata dal principe Saudita Badr bin Abd Allah bin Mohammed bin Farhan Al Saud che ha agito in qualità di intermediario per conto del Dipartimento della Cultura e del Turismo di Abu Dhabi.
Nel luglio 2020 la Caiola Productions, società americana produttrice di musical di successo, ha annunciato di voler produrre uno spettacolo liberamente ispirato alle controverse vicende di cui l'opera è stata protagonista nei secoli. Questo avrebbe dovuto debuttare a Broadway nel 2022 col titolo Salvator Mundi! The Musical, ma non se ne è più avuta notizia. Nel 2021 sono invece usciti nelle sale cinematografiche ben due documentari che propongono una ricostruzione dei fatti attraverso interviste a quanti, direttamente o indirettamente, hanno avuto a che fare con l'opera negli ultimi anni: Savior for Sale: Da Vinci’s Lost Masterpiece? di Antoine Vitkine e The Lost Leonardo di Andreas Koefoed. Le due versioni, abbastanza simili nei contenuti, sono accomunate in particolare dall'attenzione dedicata alle complesse e non sempre trasparenti dinamiche che governano il mercato dell'arte.

## Il declassamento dell'opera
Nel novembre del 2021 The Art Newspaper pubblica un articolo del giornalista Martin Bailey, il quale annuncia che il dipinto è stato declassato ("downgraded") dai curatori del Museo del Prado, affermando che questa decisione "rappresenta la risposta più critica da parte di un importante museo dalla vendita [dell'opera] da Christie's". In effetti, nel catalogo della mostra Leonardo y la copia de Mona Lisa. Nuevos planteamientos sobre la práctica del taller vinciano ospitata al Prado dal 28/09/2021 al 23/01/2022, il dipinto è inserito nell'elenco delle "opere attribuite, della bottega o autorizzate e supervisionate da Leonardo" e non in quello delle opere "di Leonardo". Inoltre, nel saggio di apertura del catalogo, Vincent Delieuvin, curatore dell'importante retrospettiva Léonard de Vinci organizzata dal Museo del Louvre nel 2019, nel riferirsi all'opera, menziona "dettagli di sorprendente scarsa qualità"; la curatrice del Prado, Ana Gonzáles Mozo, arriva perfino a proporre un'altra versione del Salvator Mundi, la cosiddetta versione Ganay, e non la versione Cook, come la copia più vicina ad un ipotetico prototipo realizzato da Leonardo e oggi perduto.
Tuttavia, lo scoop di The Art Newspaper, ripreso anche dall'edizione italiana della testata, Il Giornale dell'Arte, e da altre testate internazionali di settore e generaliste, riporta una notizia errata. Infatti, il "declassamento” del Salvator Mundi versione Cook è ben precedente: risale al 2019, anno di pubblicazione del catalogo della retrospettiva del Louvre a cura dei conservatori Vincent Delieuvin e Louis Franck. Il volume, anche a seguito del ritiro di un altro catalogo da parte del Louvre stesso (avvenuto pochi giorni dopo la sua messa in commercio nel 2019), costituisce ad oggi l'unica fonte ufficiale della posizione del museo parigino in merito alla controversa vicenda di attribuzione del Salvator Mundi versione Cook.
Nel catalogo, oltre ad alcune anomalie nella numerazione delle immagini, le versioni del Salvator Mundi di Napoli, Ganay e Cook sono le uniche mancanti di qualsiasi riferimento certo o presunto all’autore nelle didascalie. Inoltre, nei saggi in catalogo, l’atteggiamento rispetto a qualsiasi precedente ricostruzione della loro provenance è fortemente critico: si parla infatti di "ricostruzione [...] molto incerta"  e di "proposte [...] prive di fondamento documentario". In particolare, di Dianne Dwyer Modestini, l’ultima restauratrice della versione Cook, nonché determinata sostenitrice della sua attribuzione univoca e certa a Leonardo, si legge che "ha proposto dei confronti con delle opere autografe di Leonardo, ma senza un argomento decisivo che avrebbe potuto creare consenso tra gli specialisti". La mancanza di consenso e il conseguente "declassamento" è ufficializzata a pag. 453 del catalogo, dove la versione Cook non viene elencata tra i dipinti "di" Leonardo da Vinci, ma nel paragrafo intitolato "Opere attribuite a Leonardo e/o bottega", esattamente come le versioni di Napoli e Ganay (ed esattamente come nel catalogo del Prado, fonte dello "scoop", ma due anni prima).
Il "declassamento" del Salvator Mundi fin dal 2019 non è mai stato menzionato dalle principali testate giornalistiche che hanno ampiamente trattato la vicenda della versione Cook fino al 2022, né nei due documentari del 2021, i cui autori non sembrano a conoscenza del fatto. Una ragione potrebbe essere che la fonte dell'informazione, cioè il catalogo della mostra edito dal Louvre, contrariamente alle altre principali pubblicazioni sul tema, non è disponibile in traduzione inglese.

## Descrizione e stile
Gesù Cristo è raffigurato frontalmente e a mezza figura, come tipico dell'iconografia (si veda ad esempio il Salvator mundi di Antonello da Messina), mentre leva la mano destra per benedire e nella sinistra tiene il globo, simbolo del suo potere universale. Tale globo è da identificare con uno strumento ottico d'ingrandimento, sfera cava di vetro riempita d'acqua, pertanto una peculiare lente sferica utilizzata fin dall’evo antico per migliorare la visione, e non una sfera di calcite come precedentemente supposto.
Quando l'opera arrivò ai restauratori della National Gallery era ridotta in cattivo stato, offuscata da ridipinture antiche e vernici che dettero l'impressione di trovarsi di fronte un lavoro di bottega. Barba e baffi, assenti nella pittura sottostante, vennero forse aggiunti dopo la Controriforma per adeguare l'immagine di Cristo alla fisionomia "ufficiale". Durante il restauro è emersa una qualità pittorica ben superiore alle aspettative con una ricchezza cromatica del tutto paragonabile, a detta di Pietro Marani, a quella dell'Ultima Cena: ricchi sarebbero soprattutto gli azzurri e i rossi del panneggio. Un confronto con i pigmenti della Vergine delle Rocce della National Gallery ha dato esiti positivi circa la compatibilità. Infine riflettografie e analisi scientifiche confermerebbero l'analogia con i disegni preparatori.

## Galleria d'immagini

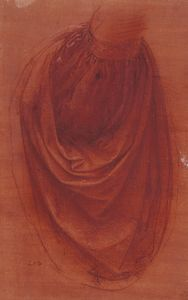
Studio di manica Royal Library di Windsor
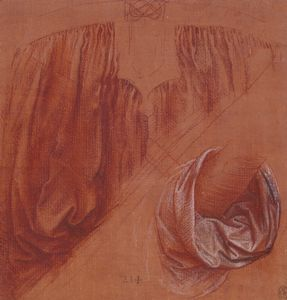
Studio alla Royal Library di Windsor

### Copie e varianti

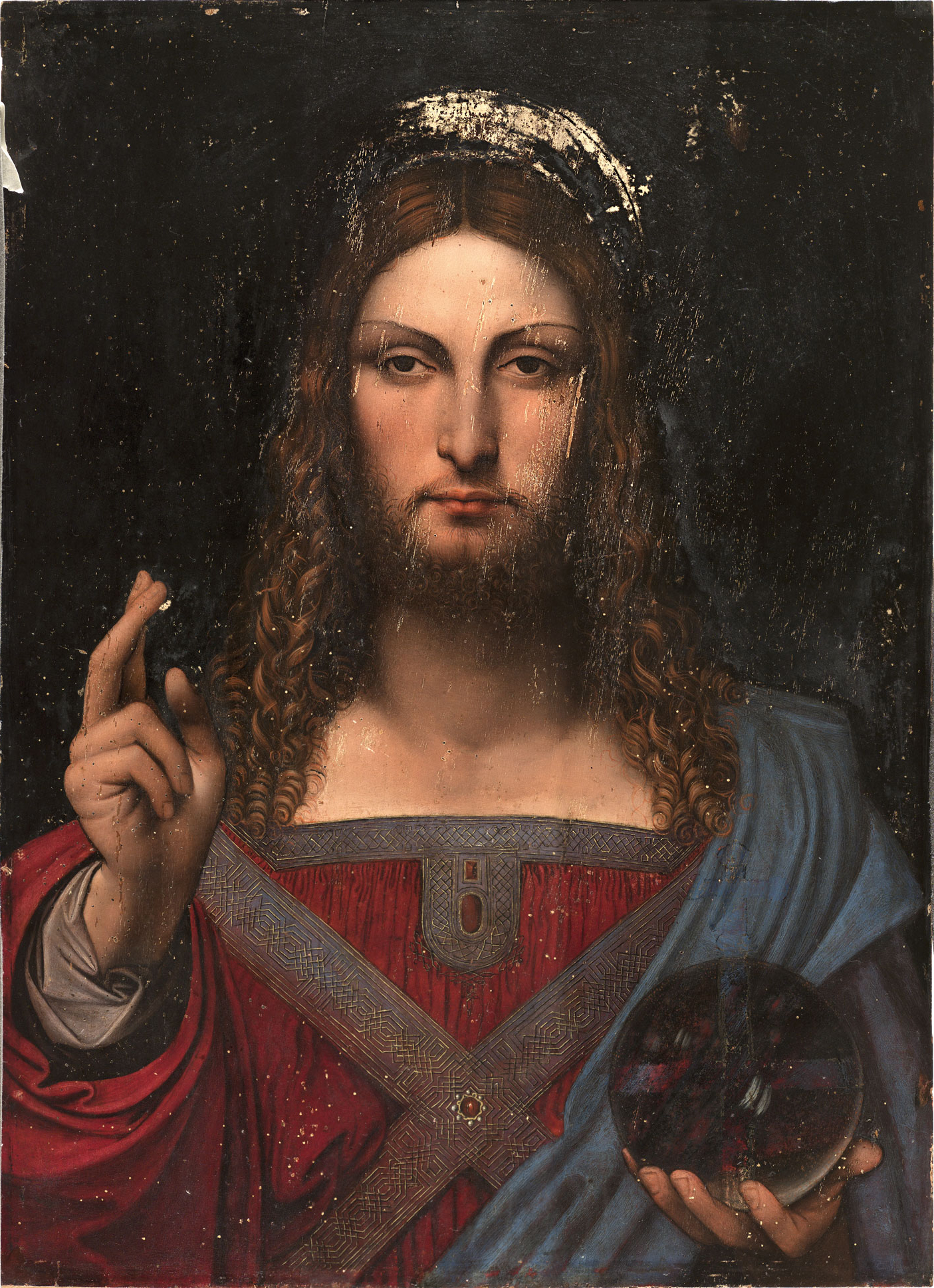
Scuola di Leonardo da Vinci, Salvator Mundi (1503 circa), collezione privata. Si tratta della versione Ganay (documentazione fotografica precedente al 2019 e al restauro della lacuna del fondo scuro sopra alla testa del soggetto ritratto).
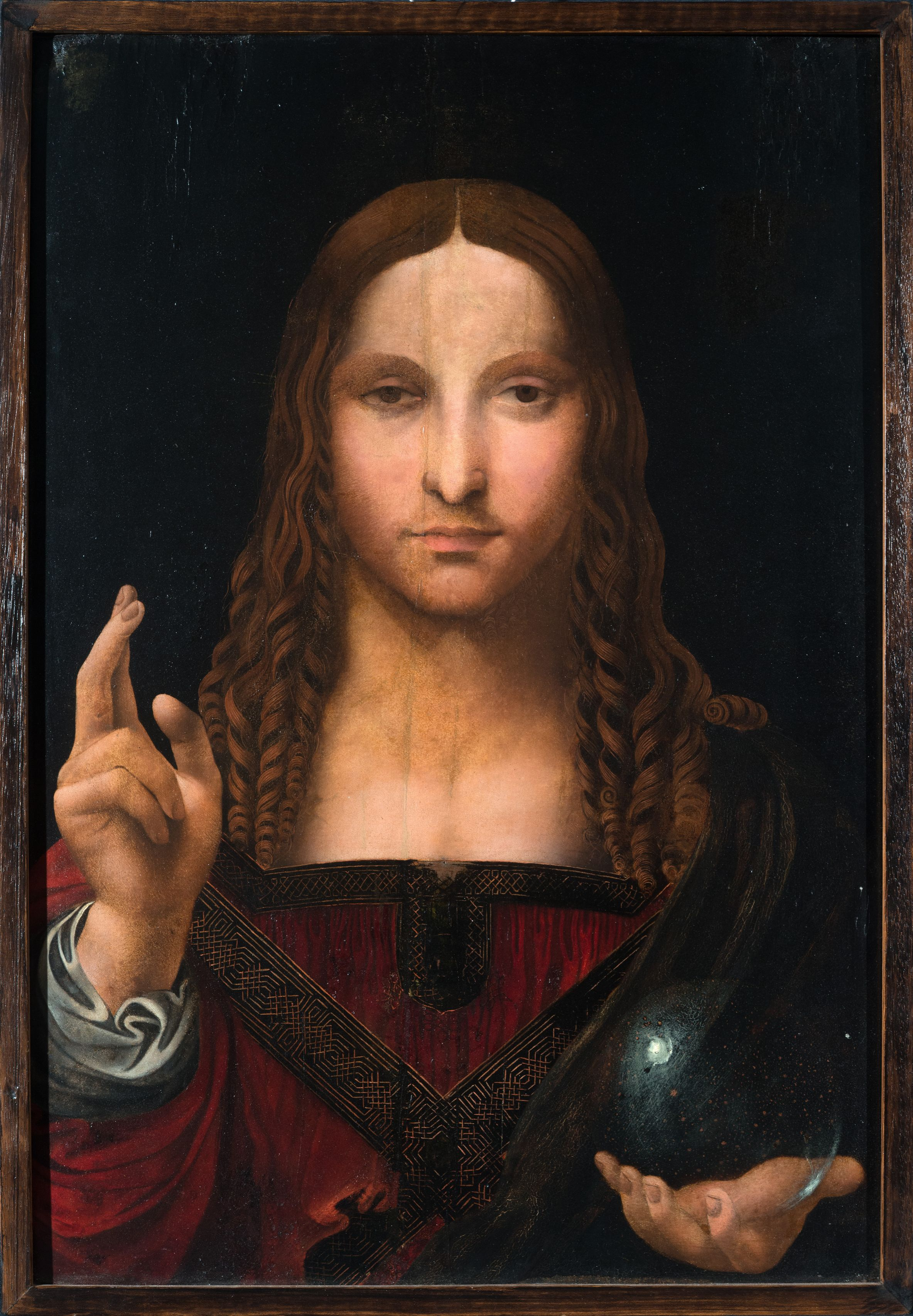
Seguace di Leonardo da Vinci, Salvator Mundi (1508–1513), Museo di San Domenico Maggiore, Napoli.
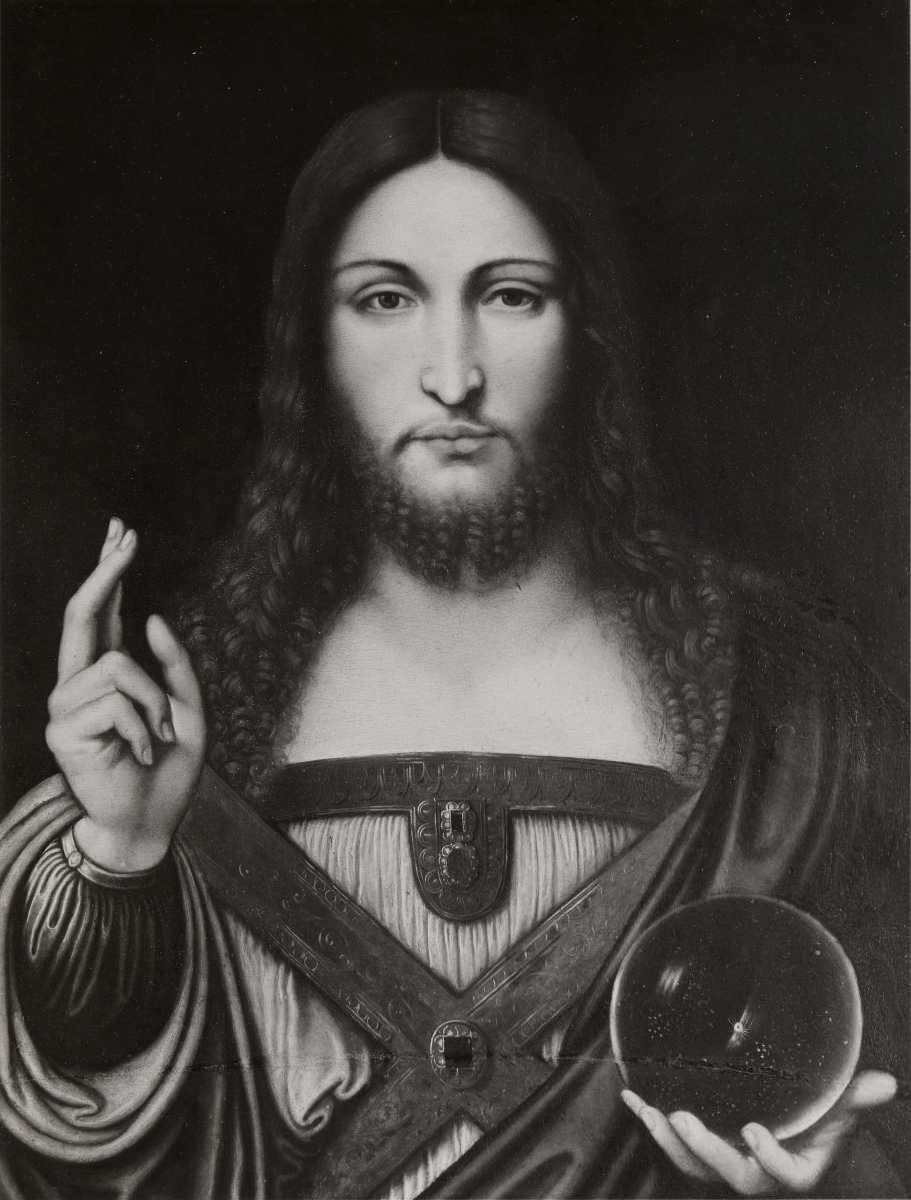
Seguace di Leonardo da Vinci, Salvator Mundi (Cristo Redentore benedicente; inizi XVI secolo), Worsley Collection.
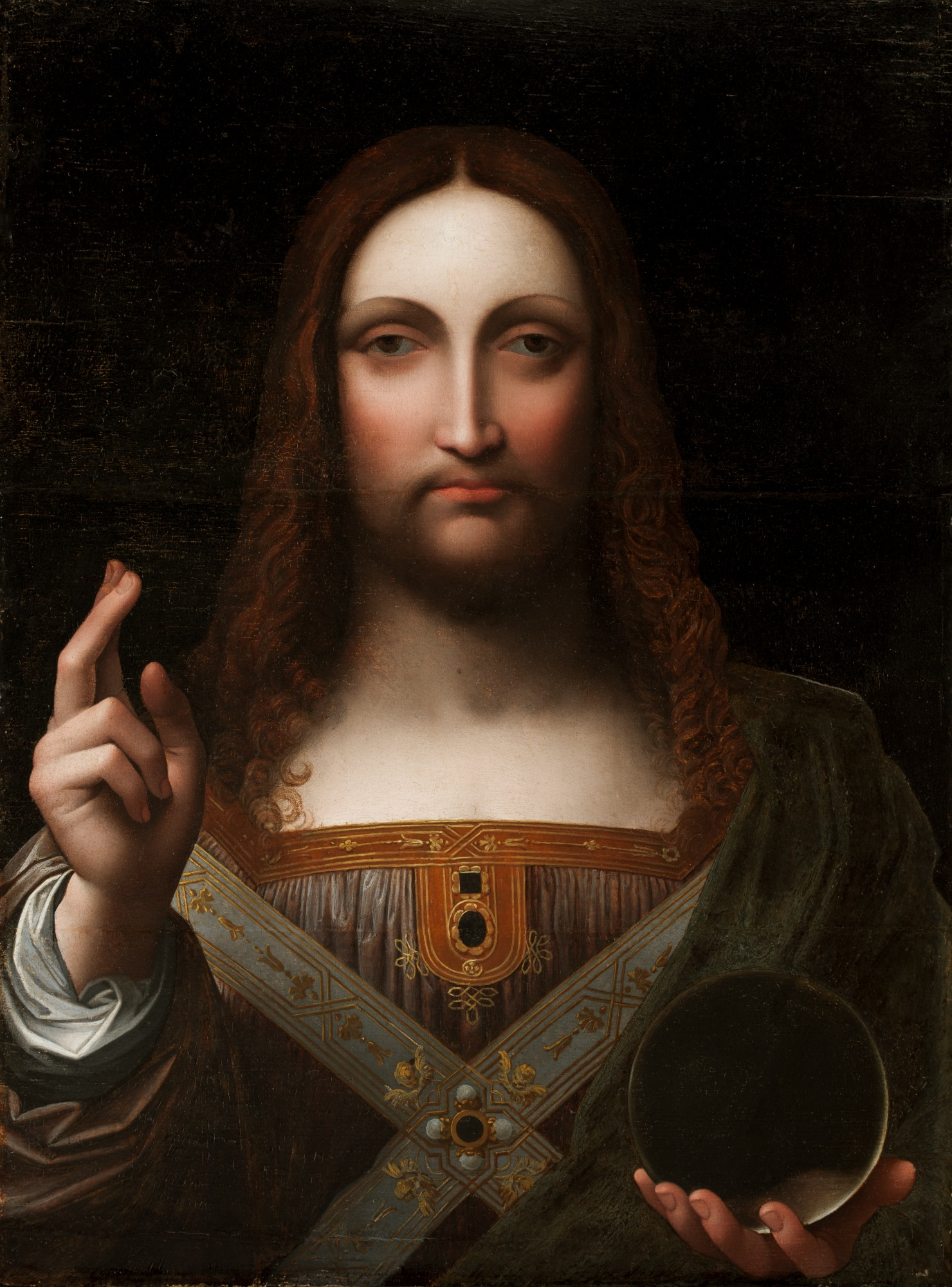
Giampietrino, Salvator Mundi (XVI sec.), Detroit Institute of Arts.
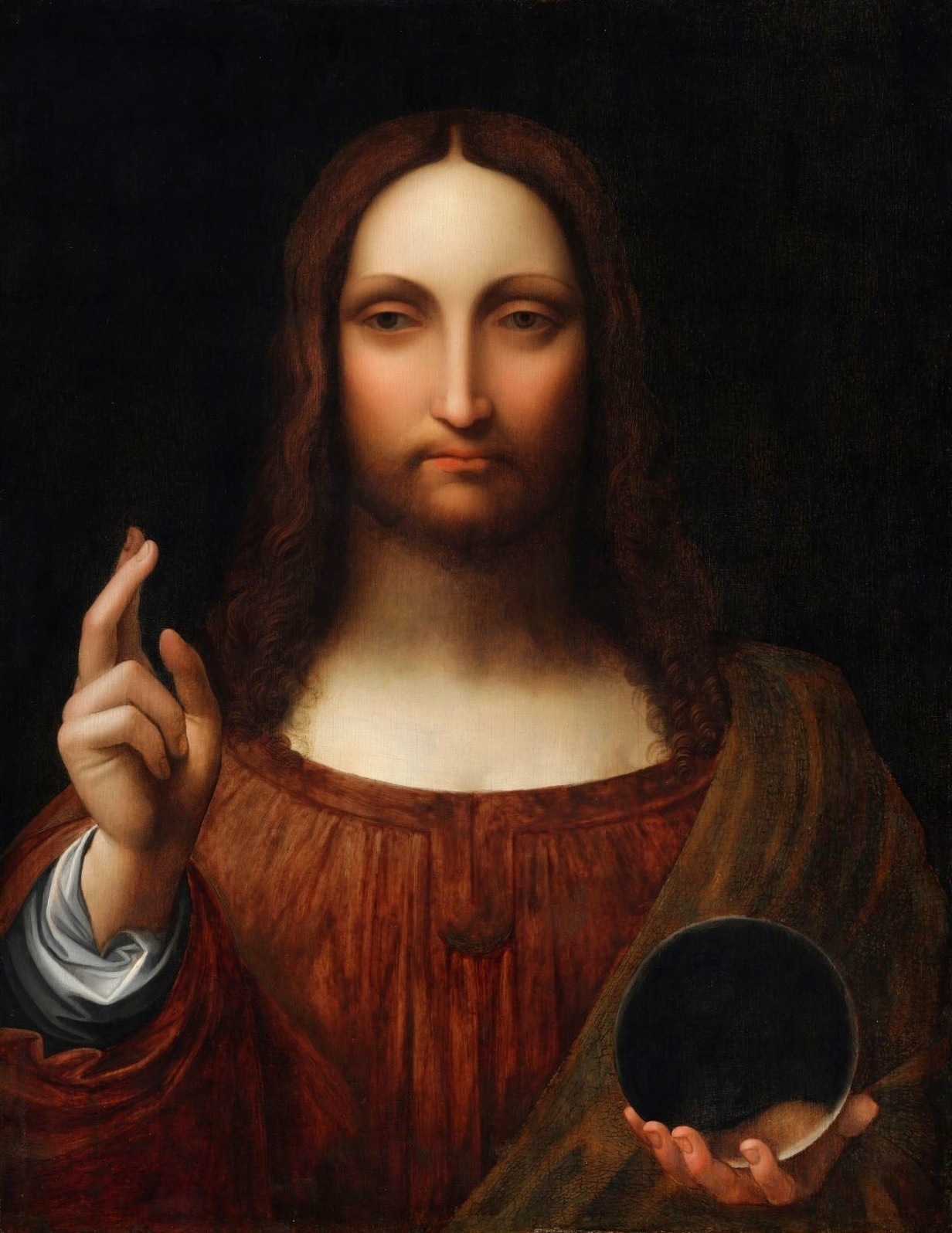
Cesare da Sesto, Salvator Mundi (1516–1517), Wilanów Palace, Varsavia
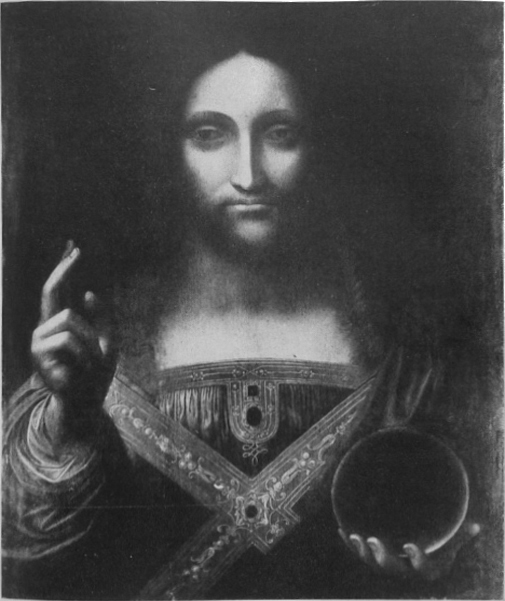
Seguace di Leonardo da Vinci, Salvator Mundi (XVI sec.), Sammlung Stark, Zurigo.
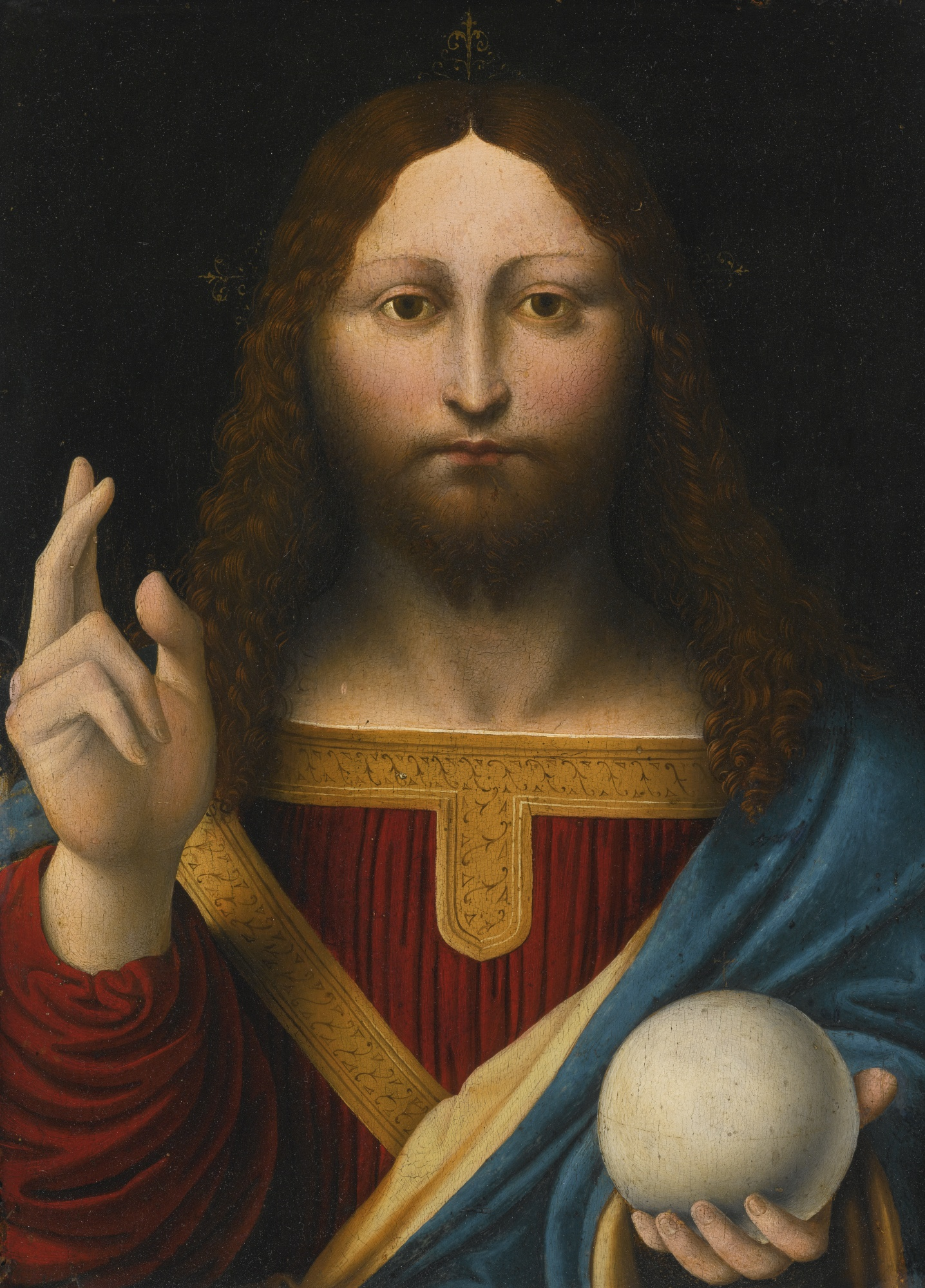
Seguace lombardo di Leonardo da Vinci (possibilmente Marco d'Oggiono), Salvator Mundi (XVI sec.), collezione privata, ex Art Gallery of Ontario.
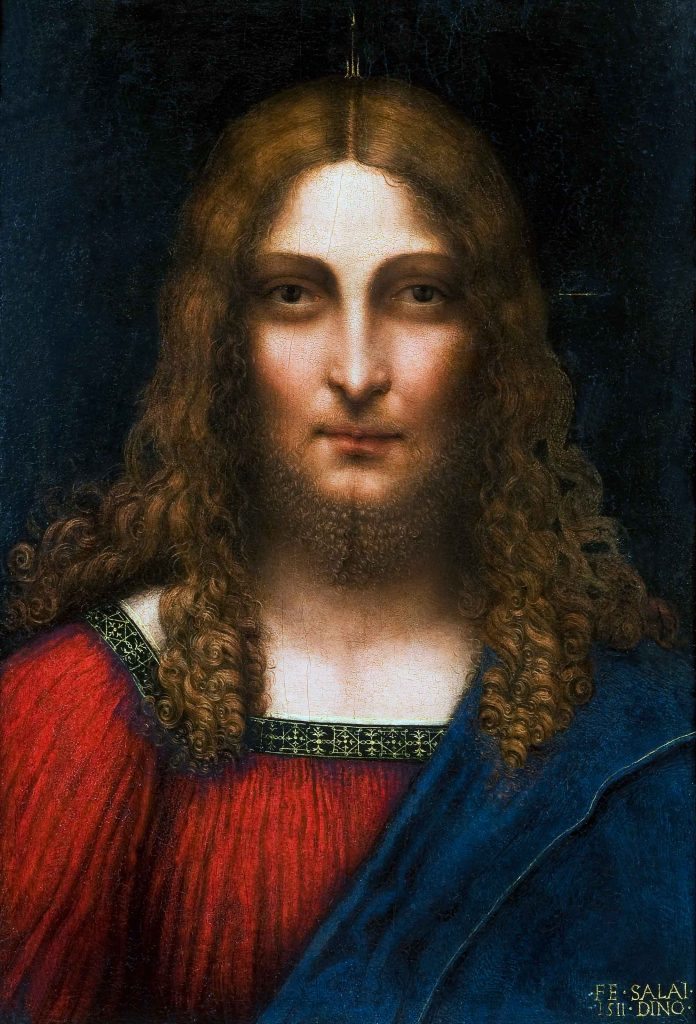
Salaì, Testa di Cristo Redentore (1511), Pinacoteca Ambrosiana, Milano.
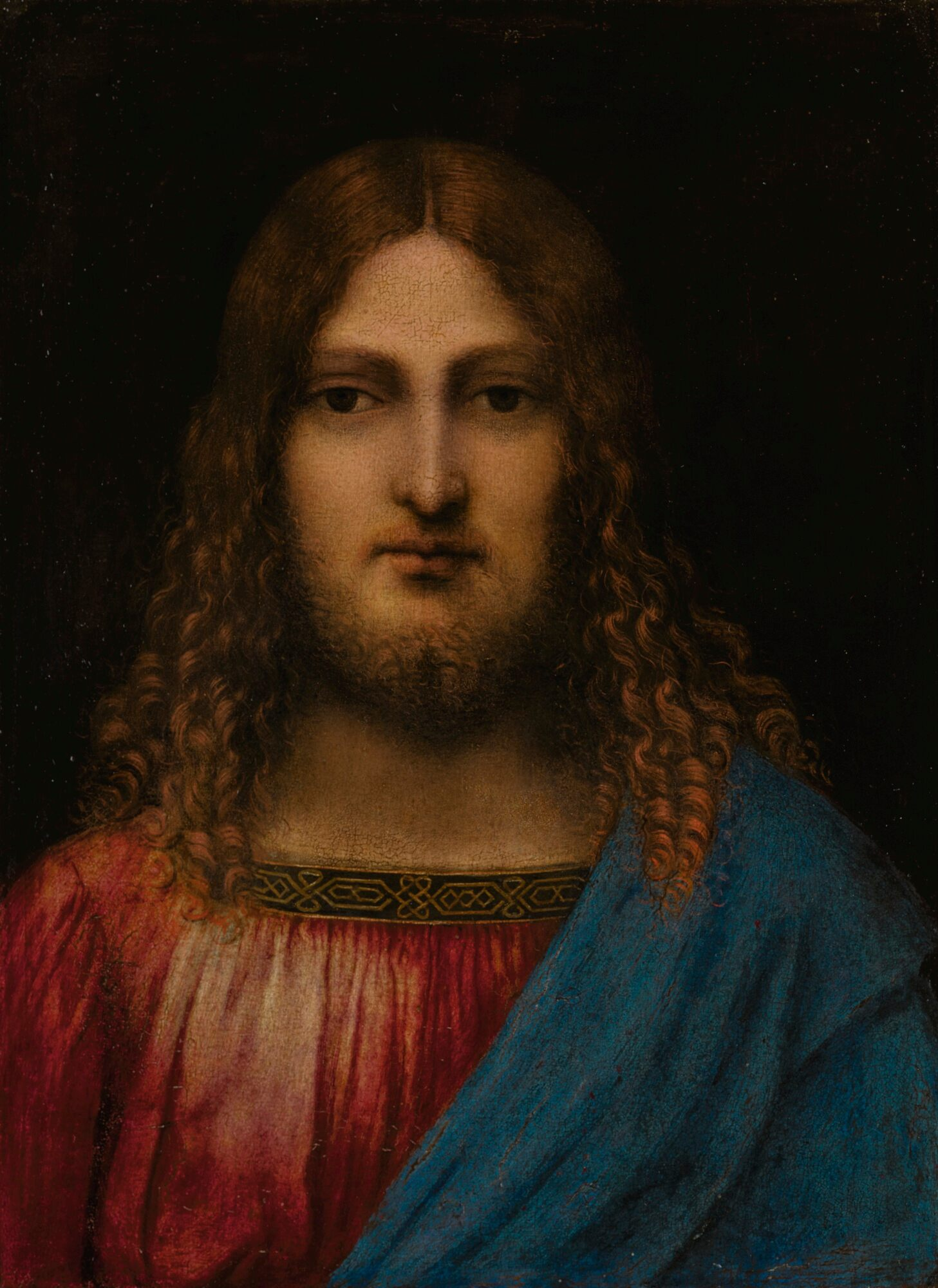
Seguace milanese di Leonardo da Vinci, Busto del Cristo (c. 1511–1513) collezione privata
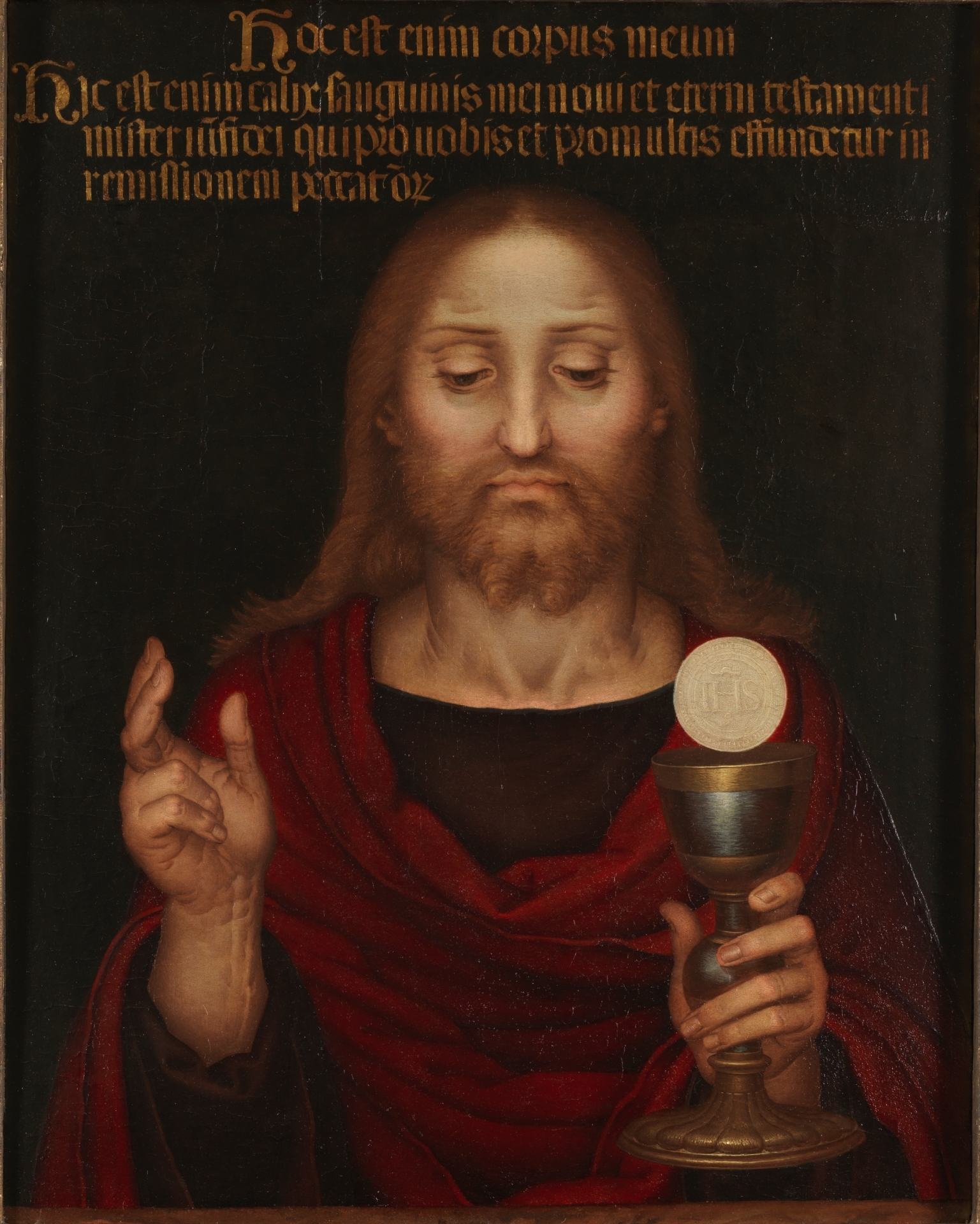
Fernando Yáñez de la Almedina, Cristo Eucaristico (c. 1525), Museo del Prado, Madrid.